# 真波そら
真波 そら（まなみ そら、12月9日 - ）は、元宝塚歌劇団・雪組の男役。
兵庫県西宮市出身、神戸山手女子高校卒。身長170cm。愛称は「そら」、「まゆ」。

## 略歴
- 宝塚の大ファンであった母や祖母の影響で、自身も観劇をするようになり、宝塚の舞台に憧れを抱く。幼少期からバレエを習い、また元・専科の未沙のえるとも家族ぐるみでの親交があった。母に薦められたこと、踊ることが大好きだったことから、宝塚音楽学校受験を決意。3度目の受験で合格。
- 1998年、宝塚音楽学校入学。在学中に元雪組トップの水夏希にファンレターを書いたこともあり、その後、水からもらった返事のハガキを貰った事がある。
- 芸名は自ら考えたもの。「真」は本名と大地真央から、「そら」は誰とも被らない物を選び壮大なイメージから、「波」は姓名判断を参考につけた。
- 2000年、86期生として宝塚歌劇団入団。入団時の成績は43人中8番[1]。花組『あさきゆめみし』で初舞台後、同年7月3日[1]に雪組に配属される。 同期には凰稀かなめ（元宙組トップスター）、陽月華（元宙組トップ娘役）、和涼華、城咲あいらがいる。
- 2009年からTAKARAZUKA SKY STAGEのスカイレポーターズを務める。
- 2010年9月12日[1]、『ロジェ／ロック・オン!』の東京宝塚劇場公演の千秋楽をもって宝塚歌劇団を退団。退団後は舞台を中心に活動している。

## 宝塚歌劇団時代の主な舞台出演
- 2001年2月、『猛き黄金の国 -士魂商才!岩崎彌太郎の青春-／パッサージュ -硝子の空の記憶-』新人公演：武市半平太（本役：立樹遥）
- 2002年10月、『ホップ スコッチ －Hopscotch　石けり－』（バウ・東京特別公演）ベン・ストッパード
- 2003年1月、『春麗の淡き光に －朱天童子異聞－／Joyfull!!』新人公演：卜部季武（本役：天勢いづる）
- 2003年3月、『春ふたたび／恋天狗』（バウ・東京特別公演）権六
- 2003年6月、『アメリカン・パイ』（バウ・東京特別公演）浮浪者
- 2003年8月、『Romance de Paris／レ・コラージュ －音のアラベスク－』新人公演：イブラヒム（本役：凰稀かなめ）
- 2004年1月、『送られなかった手紙』（バウ・東京特別）ルイレーエフ中尉
- 2004年4月、『あの日みた夢に -シカゴ・アンダーワールド・ブルース-』（東京特別・シアタードラマシティ）ラスティ
- 2004年11月、『青い鳥を探して／タカラヅカ・ドリーム・キングダム』新人公演：カーク（本役：麻愛めぐる）
- 2005年4月、『さすらいの果てに』（バウ・東京特別公演）ゴッドレー警部
- 2005年6月、『霧のミラノ／ワンダーランド』新人公演：ピエトロ・マルティーニ（本役：未来優希）
- 2005年11月、『銀の狼／ワンダーランド』（全国ツアー）モーリス
- 2006年2月、『ベルサイユのばら－オスカル編-』衛兵隊士、新人公演：ジャルジェ将軍（本役：星原美沙緒）
- 2006年7月、『Young Bloods!! －魔夏の吹雪－』（バウ・ワークショップ）テリー織田
- 2006年9月、『堕天使の涙／タランテラ！』新人公演：ロベール・ド・ルブラン公爵（本役：萬あきら）
- 2007年2月、『星影の人／Joyfull!!Ⅱ』（中日）原田左之助
- 2007年5月、『エリザベート -愛と死の輪舞（ロンド）-』黒天使
- 2007年10月、『星影の人／Joyfull!!Ⅱ』（全国ツアー）原田左之助
- 2008年1月、『君を愛してる－Je t'aime－／ミロワール』スリーズ
- 2008年5月、『外伝ベルサイユのばら -ジェローデル編-／ミロワール』平民議員
- 2008年8月、『ソロモンの指輪／マリポーサの花』セグンド
- 2009年1月、『忘れ雪』（バウ・東京特別公演）南信一
- 2009年3月、『風の錦絵／ZORRO 仮面のメサイア』フェリペ神父
- 2009年7月、『ロシアン・ブルー　-魔女への鉄槌-／RIO DE BRAVO!!』エフゲニイ・アンドレーエフ
- 2009年11月、『情熱のバルセロナ／RIO DE BRAVO!!』（全国ツアー）ジサント将軍
- 2010年2月、『ソルフェリーノの夜明け／Carnevale 睡夢』ジョージ・グラン
- 2010年6月、『ロジェ／ロック・オン』クロード ＊退団公演

## 宝塚歌劇団退団後の主な出演

### 舞台
- 2010年10月2日、ダンスオペラ Team KURIHARA 『麗人～美しき戦士たち～』主演（森ノ宮ピロティホール）
- 2011年1月、TAKARAZUKA WAY TO 100th ANNIVERSARY 『DREAM TRAIL - 宝塚伝説 -』（青山劇場、梅田芸術劇場）
- 2011年8月、安寿ミラ ダンスアクト FEMALE vol.11（新宿BLAZE、新神戸オリエンタル劇場）
- 2011年10月、『DREAM FOREVER』（日本青年館、ドラマシティ 他）
- 2012年3月、『DANCIN' CRAZY2』（梅田芸術劇場、Bunkamura オーチャードホール）
- 2014年8月、『美少女戦士セーラームーン -Petite Étrangère-』（AiiA Theater Tokyo, 梅田芸術劇場）
- 2014年11月、『CHICAGO TAKARAZUKA 100th Anniversary OG version』ジェントルメン（東京国際フォーラム、梅田芸術劇場、刈谷市総合文化センター）
- 2025年4 - 5月、『未来へのOne Step！～世界を結ぶ愛の歌声～』（関西万博EXPOホール「シャインハット」・東京国際フォーラム・梅田芸術劇場）[2]

### その他
- 2011年2月、ダンシング ディナーショー『ACTION!!』（東京會舘）